# Olachanovité
Olachanovité (Burmanniaceae) je čeleď jednoděložných rostlin z řádu smldincotvaré (Dioscoreales). Starší taxonomické systémy řadí zástupce často zcela jinam, např. Tachtadžjanův systém má řád Burmanniales, Cronquistův systém ji řadí do řádu Orchidales. V systému APG IV jsou do této čeledi řazeny i zástupci čeledi Thismiaceae.

## Popis
Jedná se jednoleté až vytrvalé byliny. Jsou převážně nezelené, vyživující se heterotrofně, řidčeji (v rodu Burmannia) najdeme i normálně fotosyntetizující zelené rostliny. Listy jsou jednoduché, střídavé, někdy shloučené do bazální růžice, spirálně či řidčeji dvouřadě uspořádané, přisedlé, na bázi s listovými pochvami. U nezelených zástupců jsou ovšem listy redukovány a někdy i zcela chybí. Čepele (u autotrofních zástupců) jsou čárkovité až vejčité, celokrajné, žilnatina je souběžná. Květy jsou oboupohlavné, jednotlivé nebo uspořádané v květenstvích, ve vrcholících nebo hroznech. Okvětí se skládá ze 6 okvětních lístků, ale jeden přeslen může být někdy zakrnělý nebo zcela chybět, vždy jsou srostlé v okvětní trubku. Tyčinky jsou jen 3, nitky jsou srostlé s okvětní trubkou. Gyneceum je srostlé ze 3 plodolistů, je synkarpní, semeník je polospodní. Plodem je tobolka,.

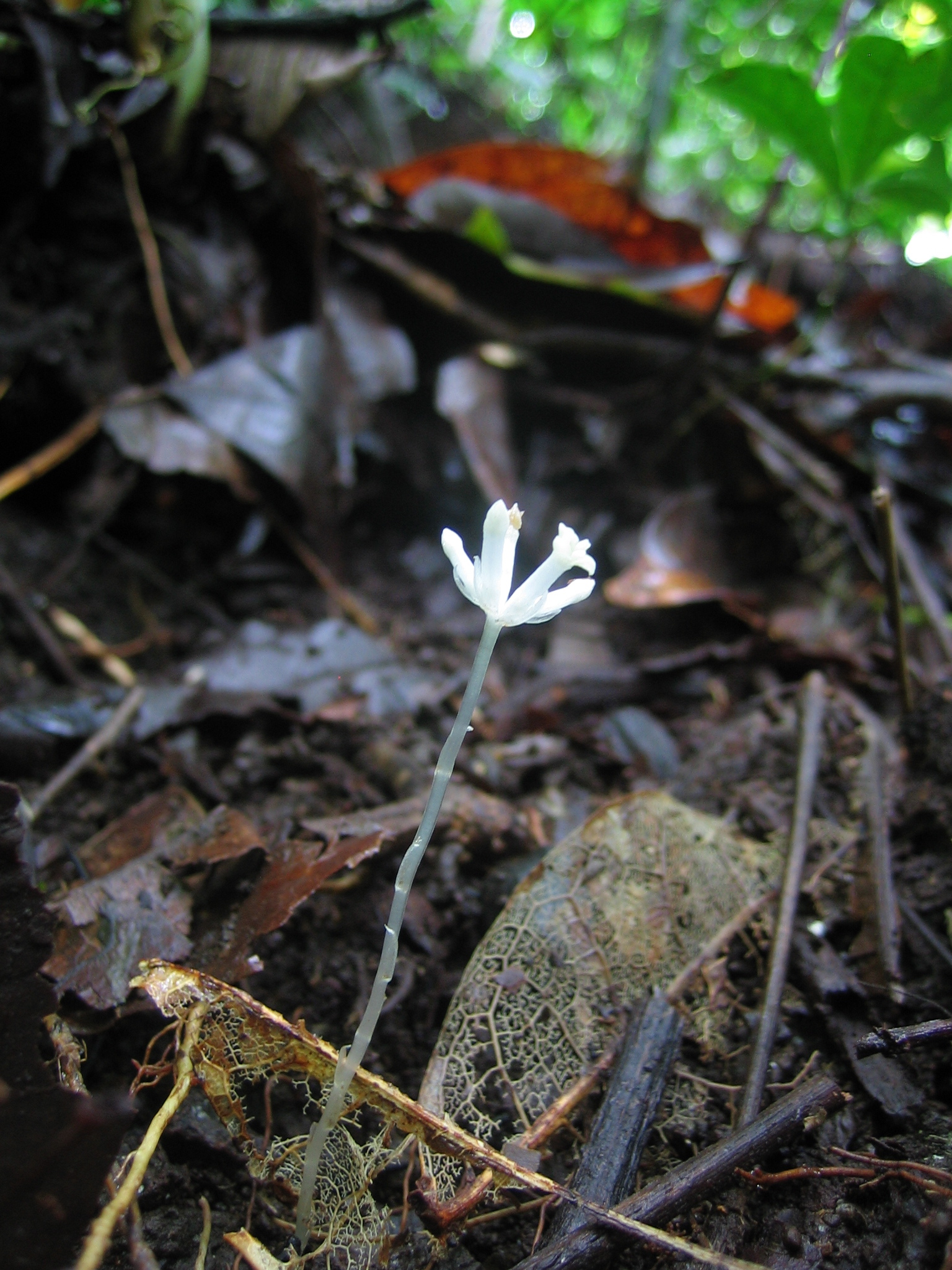
Burmannia congesta
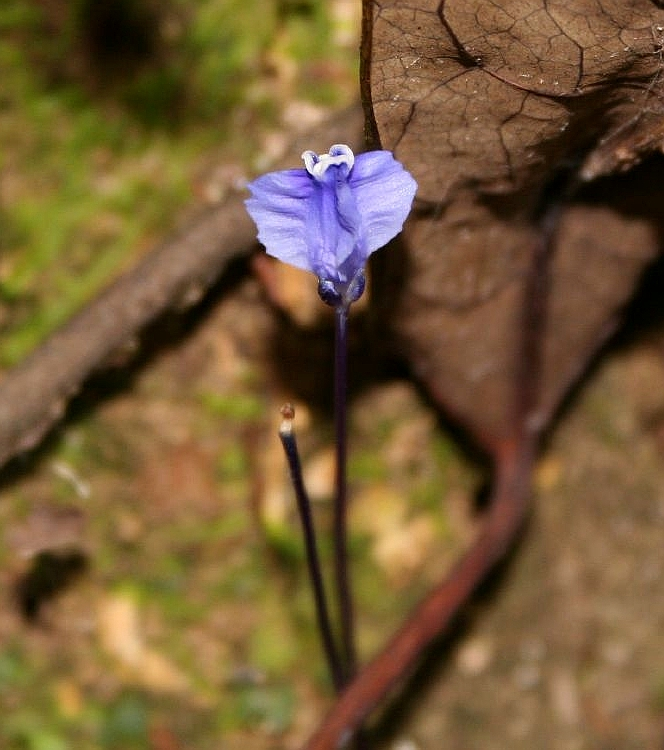
Burmannia itoana
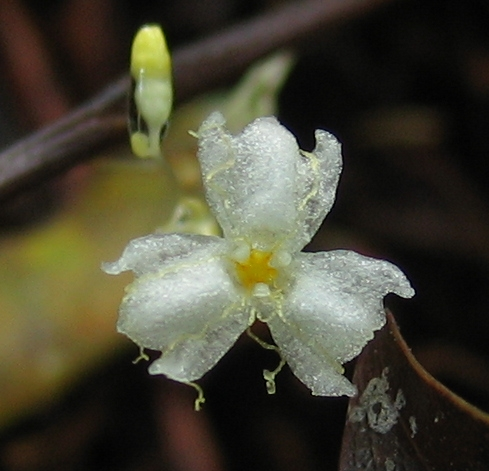
Gymnosiphon longistylus
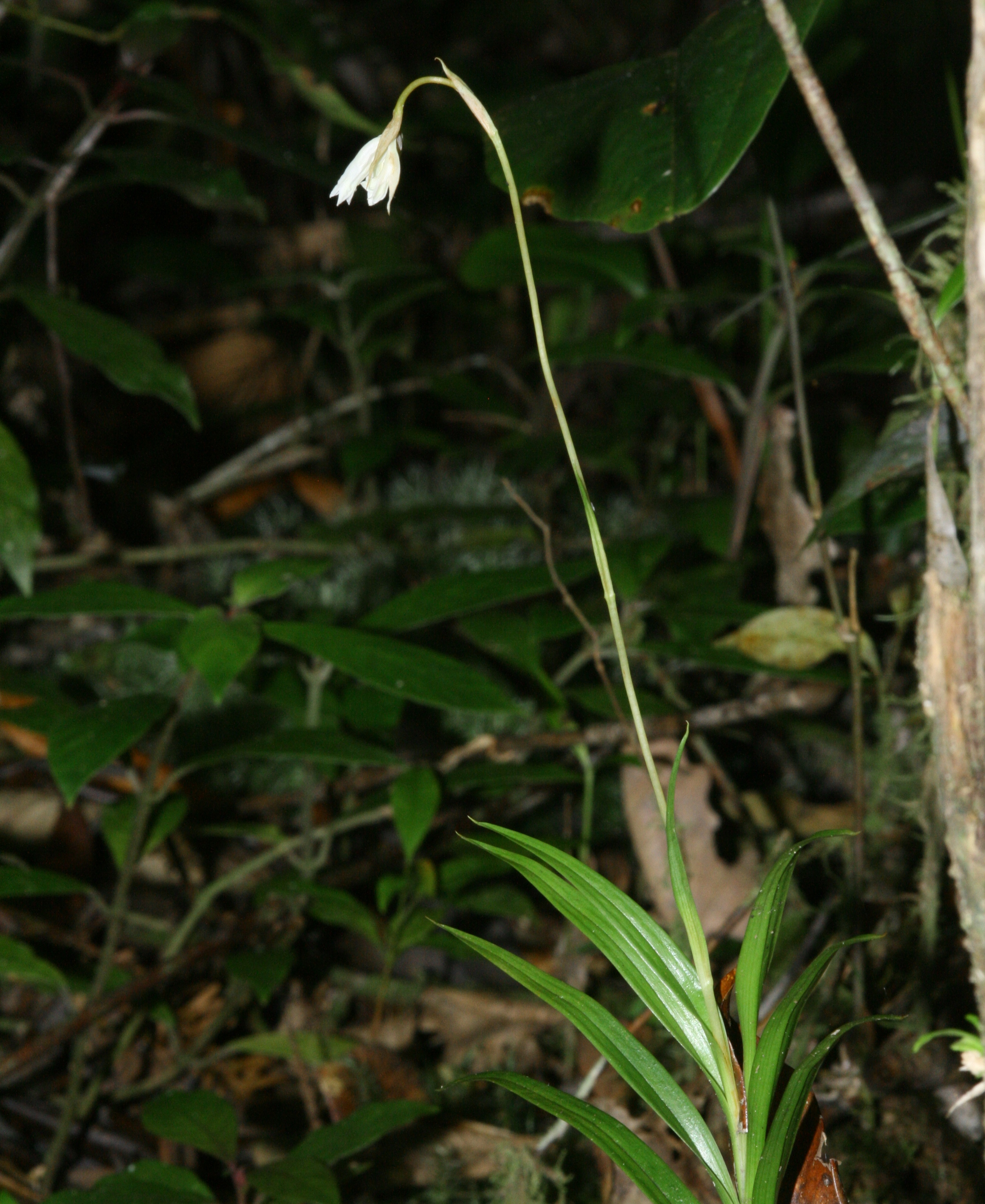
Burmannia longifolia

## Rozšíření ve světě
Je známo asi 9 rodů a asi 95 druhů, jsou rozšířeny v tropech celého světa, nejvíce v Americe.

## Zástupci
- olachan (Burmannia)
- hvězdnatka (Thismia)[3][4]